# Brachistosternus
Genre
Synonymes
- Leptosternus Maury, 1973
- Microsternus Maury, 1973 nec Lewis, 1887
- Ministernus Francke, 1985

Brachistosternus est un genre de scorpions de la famille des Bothriuridae.

## Distribution
Les espèces de ce genre se rencontrent en Amérique du Sud.

## Liste des espèces
Selon The Scorpion Files (27/05/2025) :
- Brachistosternus aconcagua Ojanguren Affilastro & Luisa-Scioscia, 2007
- Brachistosternus alienus Lönnberg, 1898
- Brachistosternus anandrovestigia Ojanguren Affilastro, Pizarro-Araya & Ochoa, 2018
- Brachistosternus andinus Chamberlin, 1916
- Brachistosternus angustimanus Ojanguren Affilastro & Roig Alsina, 2001
- Brachistosternus artigasi Cekalovic, 1974
- Brachistosternus barrigai Ojanguren Affilastro & Pizarro-Araya, 2014
- Brachistosternus castroi Mello-Leitão, 1940
- Brachistosternus cekalovici Ojanguren Affilastro, 2005
- Brachistosternus cepedai Ojanguren Affilastro, Augusto, Pizarro-Araya & Mattoni, 2007
- Brachistosternus chango Ojanguren Affilastro, Mattoni & Prendini, 2007
- Brachistosternus chilensis Kraepelin, 1911
- Brachistosternus chimba Ojanguren Affilastro, Alfaro & Pizarro-Araya, 2021
- Brachistosternus contisuyu Ojanguren Affilastro, Pizarro-Araya & Ochoa, 2018
- Brachistosternus coquimbo Ojanguren Affilastro, Augusto, Pizarro-Araya & Mattoni, 2007
- Brachistosternus diaguita Ojanguren Affilastro, 2023
- Brachistosternus donosoi Cekalovic, 1974
- Brachistosternus ehrenbergii (Gervais, 1841)
- Brachistosternus ferrugineus (Thorell, 1876)
- Brachistosternus gayi Ojanguren Affilastro, Pizarro-Araya & Ochoa, 2018
- Brachistosternus galianoae Ojanguren Affilastro, 2002
- Brachistosternus holmbergi Carbonell, 1923
- Brachistosternus intermedius Lönnberg, 1902
- Brachistosternus kamanchaca Ojanguren Affilastro, Mattoni & Prendini, 2007
- Brachistosternus kovariki Ojanguren Affilastro, 2003
- Brachistosternus llullaillaco Ojanguren Affilastro, Alfaro & Pizarro-Araya, 2021
- Brachistosternus mattonii Ojanguren Affilastro, 2005
- Brachistosternus misti Ojanguren Affilastro, Pizarro-Araya & Ochoa, 2018
- Brachistosternus montanus Roig Alsina, 1977
- Brachistosternus multidentatus Maury, 1984
- Brachistosternus negrei Cekalovic, 1975
- Brachistosternus ninapo Ochoa, 2004
- Brachistosternus ochoai Ojanguren Affilastro, 2004
- Brachistosternus paposo Ojanguren Affilastro & Pizarro-Araya, 2014
- Brachistosternus paulae Ojanguren Affilastro, 2003
- Brachistosternus pegnai Cekalovic, 1969
- Brachistosternus pehuenche Ojanguren Affilastro, Alfaro, Iuri, Camousseigt-Montolivo & Pizarro-Araya, 2025
- Brachistosternus pentheri Mello-Leitão, 1931
- Brachistosternus perettii Ojanguren Affilastro & Mattoni, 2006
- Brachistosternus peruvianus Toledo Piza, 1974
- Brachistosternus philippii Ojanguren Affilastro, Pizarro-Araya & Ochoa, 2018
- Brachistosternus piacentinii Ojanguren Affilastro, 2003
- Brachistosternus prendinii Ojanguren Affilastro, 2003
- Brachistosternus quiscapata Ochoa & Acosta, 2002
- Brachistosternus roigalsinai Ojanguren Affilastro, 2002
- Brachistosternus sciosciae Ojanguren Affilastro, 2002
- Brachistosternus simoneae Lourenço, 2000
- Brachistosternus telteca Ojanguren Affilastro, 2000
- Brachistosternus titicaca Ochoa & Acosta, 2002
- Brachistosternus turpuq Ochoa, 2002
- Brachistosternus weyenberghi (Thorell, 1876)
- Brachistosternus zambrunoi Ojanguren Affilastro, 2002

## Systématique et taxinomie
Ce genre a été décrit par Pocock en 1893.
Leptosternus et Microsternus Maury, 1973, préoccupé par Microsternus Lewis, 1887, remplacé par Ministernus par Francke en 1985 ont été décrits comme sous-genre de Brachistosternus.

## Publication originale
- Pocock, 1893 : « Contributions to our knowledge of the Arthropod fauna of the West Indies. Part I. Scorpiones und Pedipalpi; with a supplementary note upon the freshwater Decapoda of St. Vincent. » The Journal of the Linnean Society of London. Zoology, vol. 24, p. 374–409 (texte intégral).